# Vestido rosa Ralph Lauren de Gwyneth Paltrow
El vestido rosa Ralph Lauren de Gwyneth Paltrow se refiere al vestido, diseñado por Ralph Lauren, que la actriz Gwyneth Paltrow llevó a la ceremonia de la 71.ª edición de los Premios Óscar celebrada el 21 de marzo de 1999 en el Dorothy Chandler Pavilion en Los Ángeles. El vestido es citado por varias fuentes como uno de los mejores vestidos de la historia de la alfombra roja de los Oscars, y su elegante estilo fue comparado con el de la actriz Grace Kelly. El vestido fue ampliamente copiado después del acontecimiento, y Paltrow fue reconocida por poner de nuevo el rosa de moda.

## Diseño
La actriz estuvo acompañada en el evento por sus padres. Paltrow recibió el Premio de la Academia a la Mejor Actriz por su interpretación de Viola De Lesseps en la película Shakespeare in Love. El vestido rosa claro diseñado por Ralph Lauren estaba confeccionado en tafetán, y tiene un diseño relativamente sencillo: una falda larga y amplia y cuerpo ceñido con amplio escote en V sostenido por tirantes finos; una estola del mismo color lo acompañaba. Con su vestido, Paltrow llevó joyas de Harry Winston: una gargantilla de diamantes, una pulsera y pendientes valorados en alrededor de 160.000 dólares.

## Recepción
En numerosas encuestas, el vestido rosa ha sido recordado como uno de los mejores vestidos llevados en la alfombra roja de los Oscars y ocupó un lugar destacado en una lista de los mejores vestidos lucidos en los Oscar publicada por la revista TIME. Sin embargo, los críticos de moda estuvieron inicialmente divididos en la opinión al respecto de la elección de Paltrow. Televisión Guide.com cuenta que un crítico describió a la actriz como "una muñeca Barbie envuelta en una cinta de satén." Un comentarista lo llamó "incongruente con la moda actual", pero "adecuado para Gwyneth Paltrow". La actriz volvió a poner de moda el rosa pálido y su modelo de Ralph Lauren resultó bien recibido por el público estadounidense y fue ampliamente copiado. El dueño de una boutique para adolescentes en Westport, Connecticut remarcó, "El año anterior, ni siquiera habría mirado nada rosado. Les habría recordado a mis clientas de cuando eran niñas pequeñas. Paltrow hizo que el color rosa fuera genial. Y el vestido de los Oscar de Paltrow se convirtió en el estilo de vestido de la ceremonia de graduación número uno del año gracias a ABS y Allen Schwartz, quienes son famosos por hacer copias a bajo precio de los vestidos de los Oscar."